# Fotografie hvězdných drah

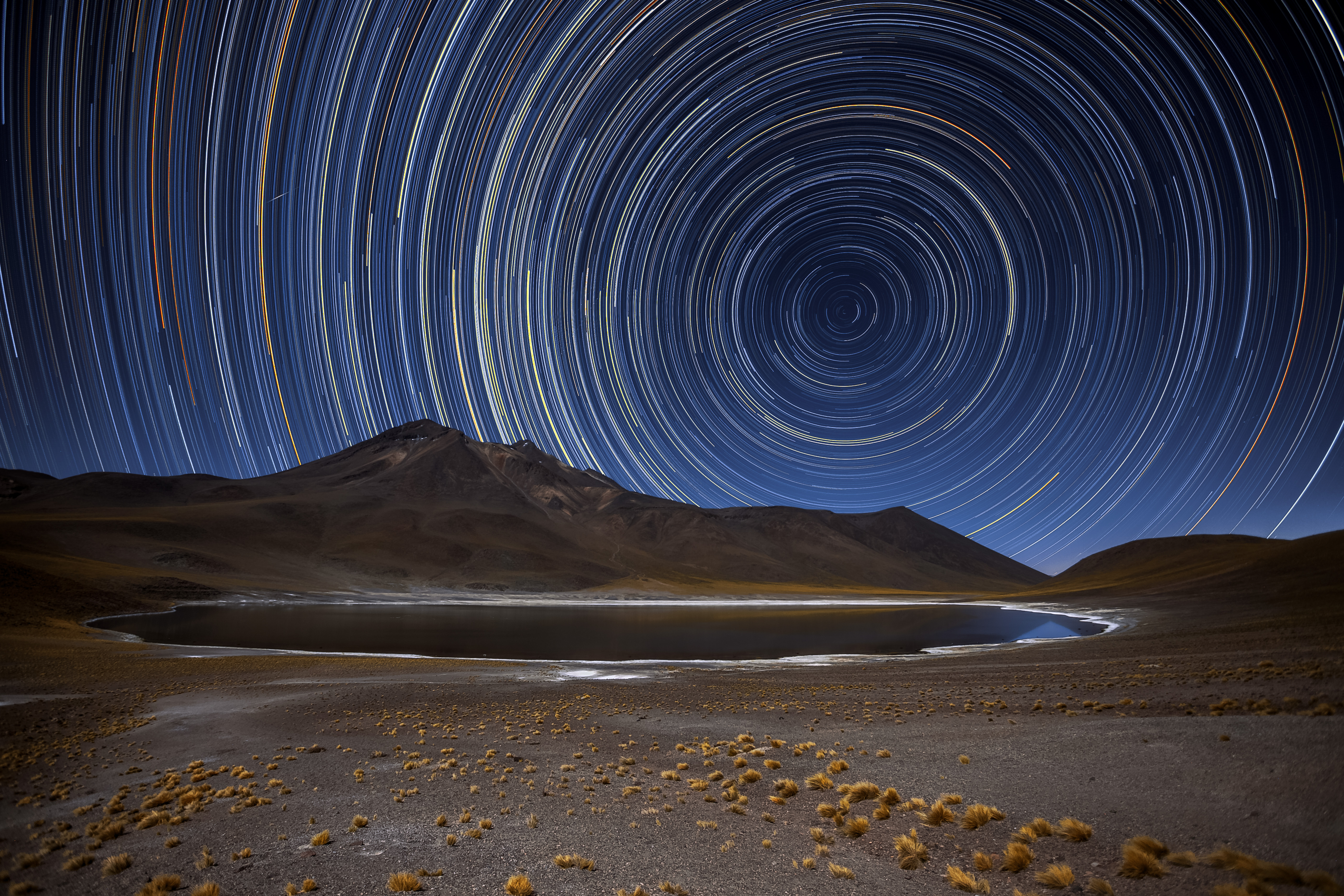
Zdá se, že všechny hvězdy na noční obloze krouží kolem nebeského pólu (na této fotografii jižní pól). Během několika hodin tento zdánlivý pohyb zanechává na snímku zachycené hvězdné dráhy.

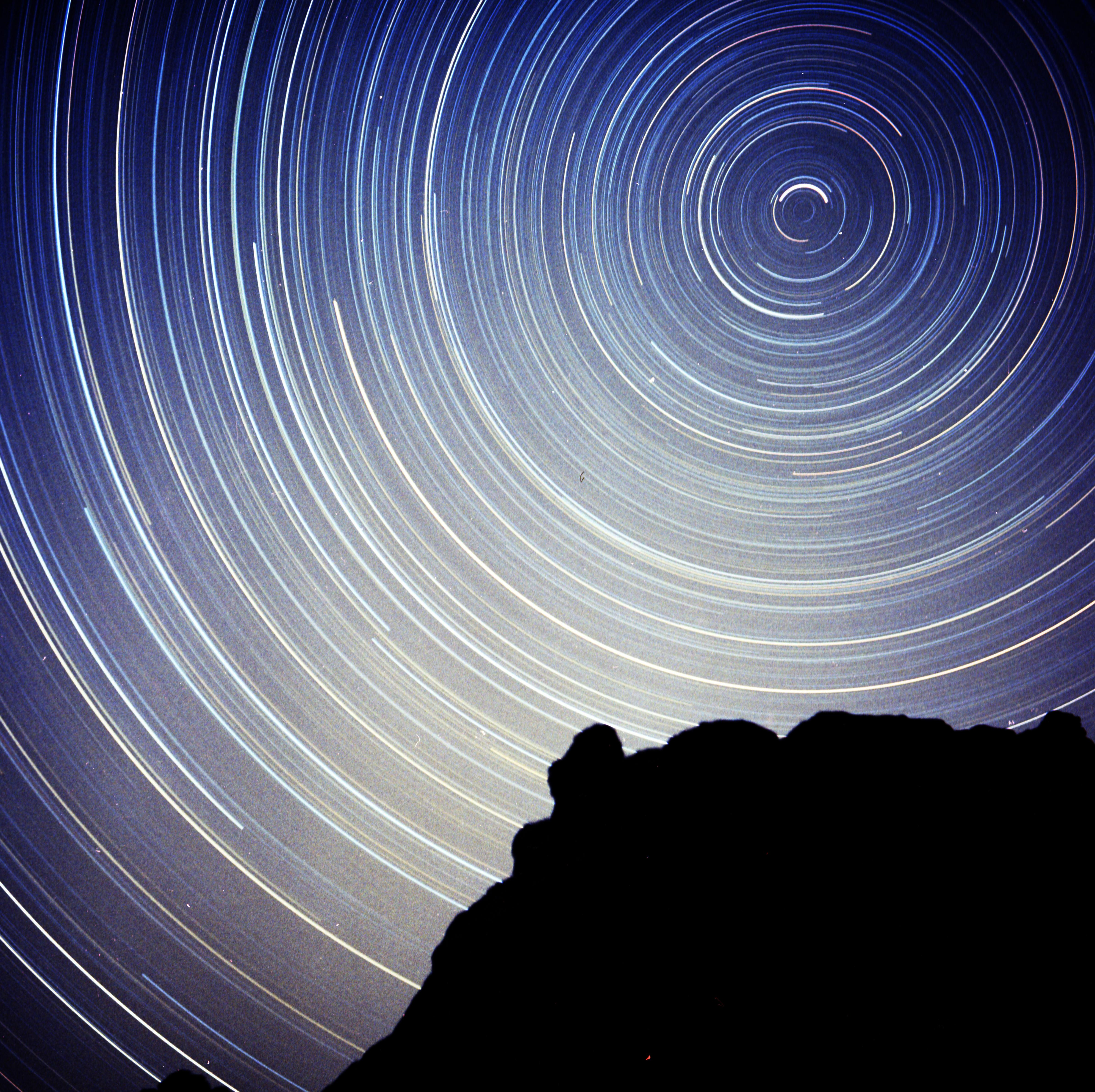
Polárka s cirkumpolárními hvězdami pořízená velmi dlouhým časem několika hodin (více než 7 hod). Hvězdy poblíž nebeského pólu zanechávají kratší stopu. Severní Karolína.

Fotografie hvězdných drah (anglicky Star Trails photography) je specializovaný druh astrofotografie, který se zaměřuje na tvorbu snímků astronomických objektů na noční obloze. Hvězdy v důsledku otáčení Země a dlouhého expozičního času vytvářejí světelné dráhy. Tím jak se Země otáčí, nezůstávají hvězdy na svém místě, ale pomalu se posouvají více či méně k západu. Hvězdy se objeví a otáčejí se okolo severního i jižního pólu, z nichž pozorovatel vidí pouze jeden. Hvězdy ležící na obloze blízko severu se pohybují velmi pomalu, zatímco hvězdy blíže k rovníku „cestují“ poměrně rychle. Termín se používá pro podobné fotografie zachycené jinde, například na palubě Mezinárodní vesmírné stanice nebo na Marsu.
Typické expoziční časy pro tento typ fotografie se pohybují od patnácti minut do několika hodin, což na fotoaparátu vyžaduje nastavení „Bulb“, aby se závěrka otevřela na dobu delší než je obvyklé. Praktičtější technikou je však spojení více snímků dohromady a vytvořit tak konečný snímek hvězdných drah.
Fotografie hvězdných drah byly používány profesionálními astronomy k měření kvality pozorovacích míst pro velké dalekohledy.

## Technika
Fotografie hvězdných drah jsou pořizovány umístěním fotoaparátu na stativ, namířením objektivu na noční oblohu a ponecháním závěrky otevřené po dlouhou dobu. Tento typ fotografie je považován pro amatérské astrofotografy za relativně snadný. Fotografové obvykle pořizují tyto snímky pomocí digitální zrcadlovky nebo bezzrcadlovky se zaostřením objektivu nastaveným na nekonečno. Kabelová spoušť nebo intervalometr umožňuje fotografovi udržet závěrku otevřenou po požadovanou dobu. Typické expoziční časy se pohybují od patnícti minut do mnoha hodin v závislosti na požadované délce oblouků hvězdných drah na snímku. I když snímky hvězdných drah vznikají za špatných světelných podmínek, dlouhé expoziční časy umožňují filmy s citlivostí, jako je ISO 200 a ISO 400. Wide-apertures, such as f/5.6 and f/4, are recommended for star trails.
Vzhledem k tomu, že expoziční časy pro fotografie hvězdných drah mohou být dlouhé i několik hodin, může dojít k snadnému vybití baterie fotoaparátu. Mechanické fotoaparáty, které k otevření a zavření závěrky nevyžadují baterii, mají výhodu oproti modernějším kinofilmovým a digitálním fotoaparátům, které spoléhají na bateriové napájení. U těchto fotoaparátů nastavení expozice Bulb nebo B udržuje závěrku otevřenou. Dalším problémem, se kterým se digitální fotoaparáty setkávají, je nárůst elektronického šumu s prodlužující se dobou expozice. Tomu se lze vyhnout použitím kratších expozičních časů, které jsou pak poskládány v postprodukčním grafickém softwaru. Tím se zabrání možnému hromadění tepla nebo digitálního šumu způsobenému jedinou dlouhou expozicí.

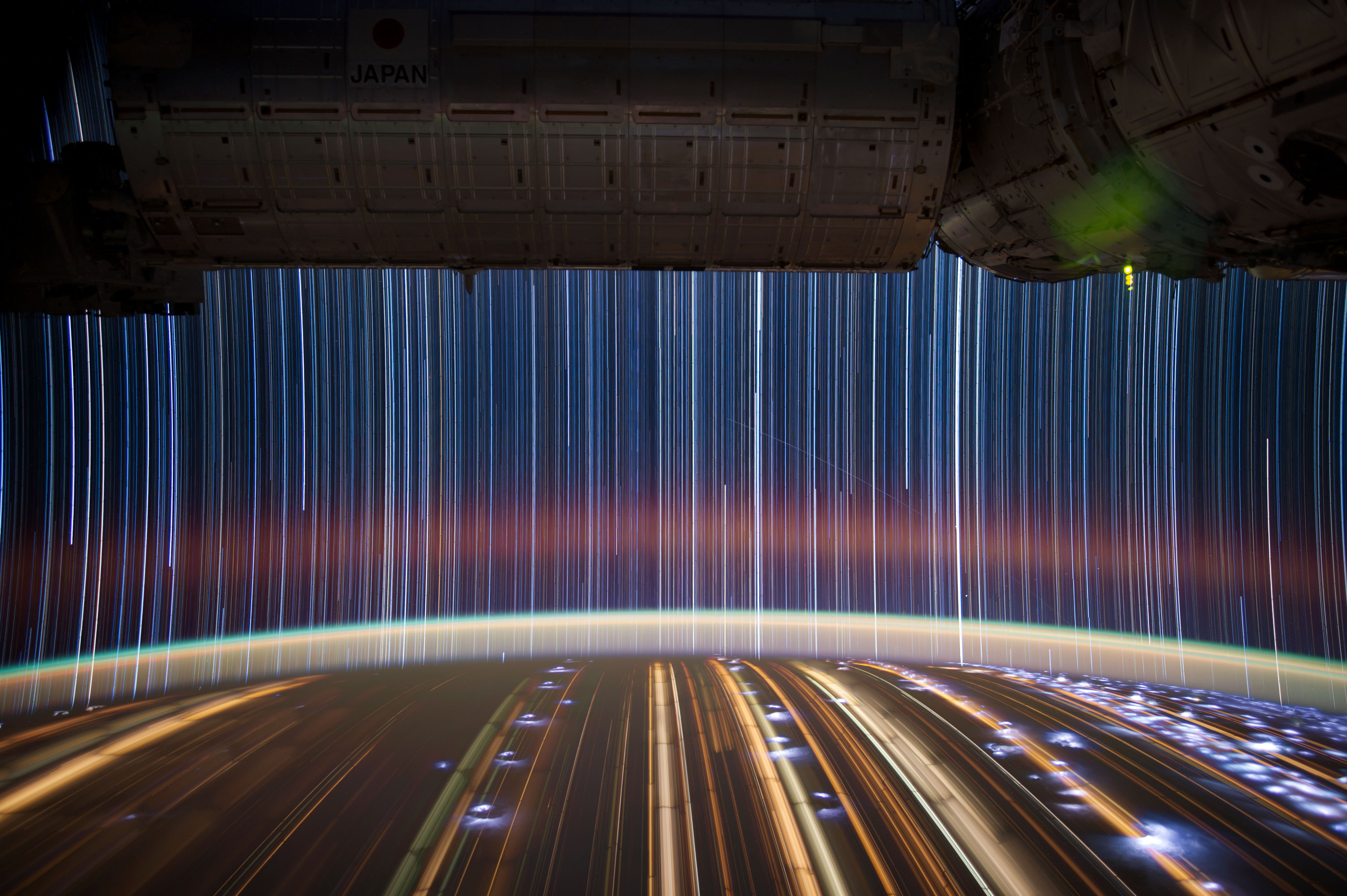
Donald Pettit: Dráhy hvězd vyfotografované z Mezinárodní vesmírné stanice na nízké oběžné dráze Země pod úhlem, díky kterému ne jsou kruhové, ale téměř svislé

Americký astronaut Donald Pettit zaznamenal hvězdné dráhy digitálním fotoaparátem z Mezinárodní vesmírné stanice na oběžné dráze Země mezi dubnem a červnem 2012. Pettit svou techniku popsal takto: „Moje snímky hvězdných drah jsou pořízeny časovou expozicí asi 10 až 15 minut. U moderních digitálních fotoaparátů je však 30 sekund asi nejdelší možná expozice, protože šum elektronického detektoru obraz znehodnocuje. Pro dosažení delších expozic dělám to, co mnoho amatérských astronomů. Udělám několik 30sekundových expozic a poté je „naskládám“ pomocí grafického editoru, čímž vytvořím delší expozici.“
Snímky hvězdných drah byly také pořízeny na Marsu. Vozítko Spirit je vyprodukovalo při hledání meteorů. Protože byla expozice fotoaparátu omezena na 60 sekund, stopy se zobrazují jako přerušované čáry.

## Rotace Země
Fotografie hvězdných drah jsou umožněné díky rotaci Země kolem své osy. Zdánlivý pohyb hvězd je na filmu nebo digitálním snímači zaznamenán jako většinou zakřivené pruhy. Pro pozorovatele na severní polokouli vytvoří namíření kamery na sever obraz se soustřednými kruhovými oblouky se středem na severním nebeském pólu (velmi blízko Polárky). U lidí na jižní polokouli je stejného efektu dosaženo namířením kamery na jih. V tomto případě jsou obloukové pruhy soustředěny na jižním nebeském pólu (poblíž Sigma Octantis ). Zamíření kamery na východ nebo západ ukazuje rovné pruhy na nebeském rovníku, který je nakloněn pod úhlem vzhledem k horizontu. Úhlová míra tohoto náklonu závisí na fotografově zeměpisné šířce (L) a je rovna 90° − L.

## Astronomické testování lokality
Fotografie hvězdných drah mohou astronomové použít k určení kvality lokality pro pozorování dalekohledem. Pozorování hvězdné stopy Polárky byla použita k měření kvality vidění v atmosféře a vibrací v montážních systémech dalekohledů. První zaznamenaný návrh této techniky pochází z knihy E. S. Skinnera z roku 1931 A Manual of Celestial Photography.

## Galerie

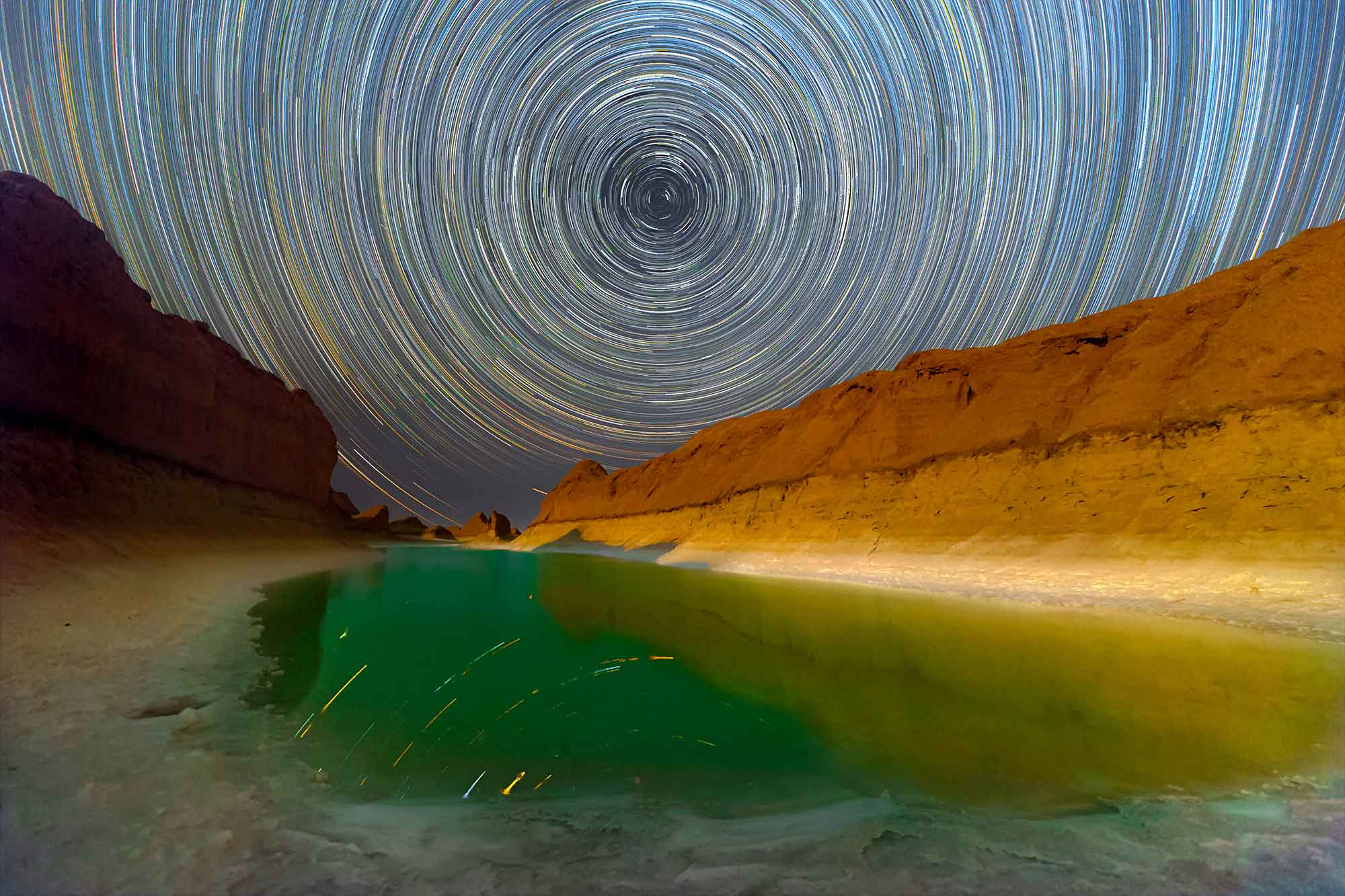
Hvězdné dráhy u slaného jezera v poušti Lut v Íránu
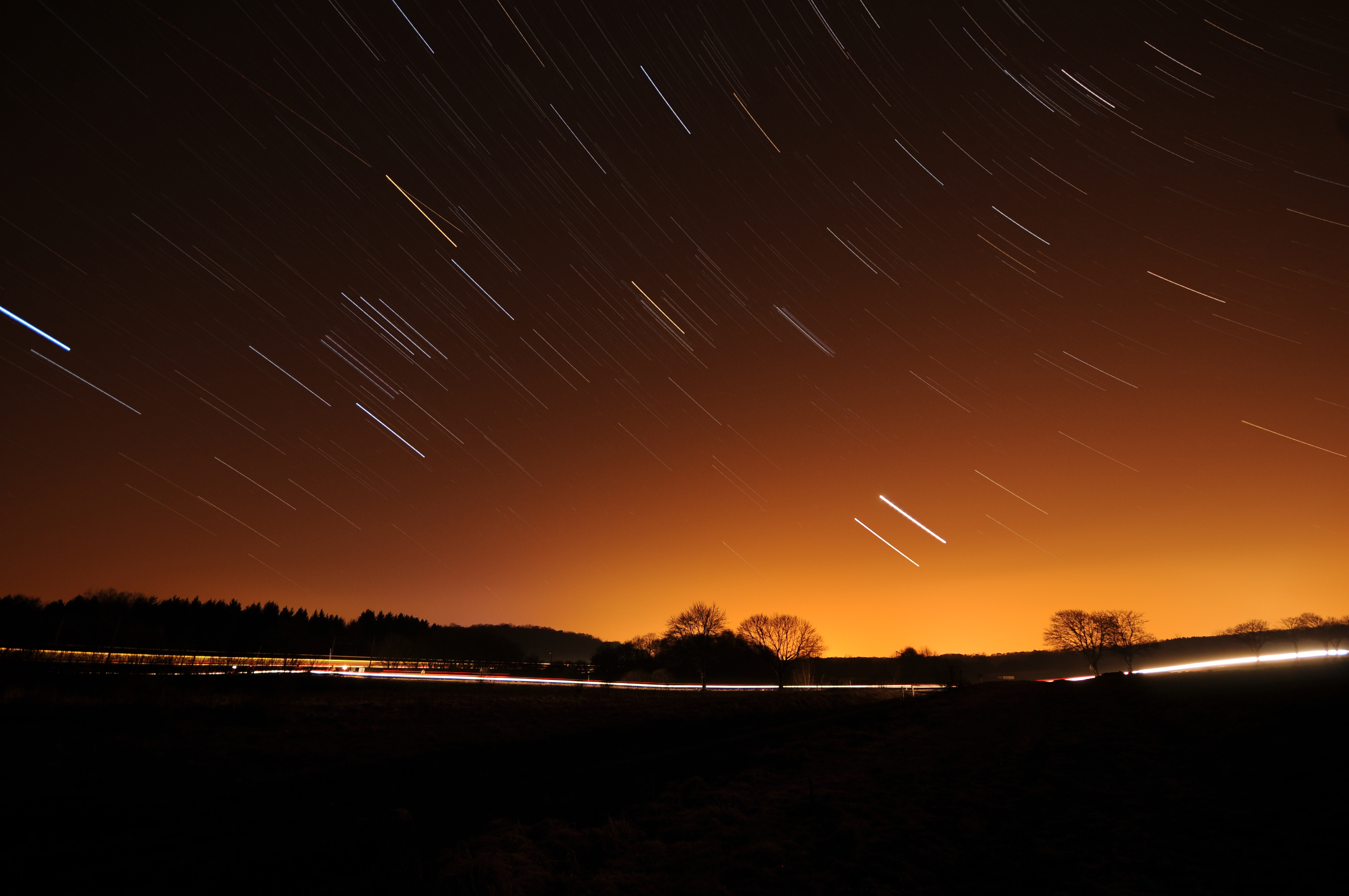
Fotografie hvězdných drah složená ze čtrnácti snímků (dvouminutové expozice) směrem na severozápad
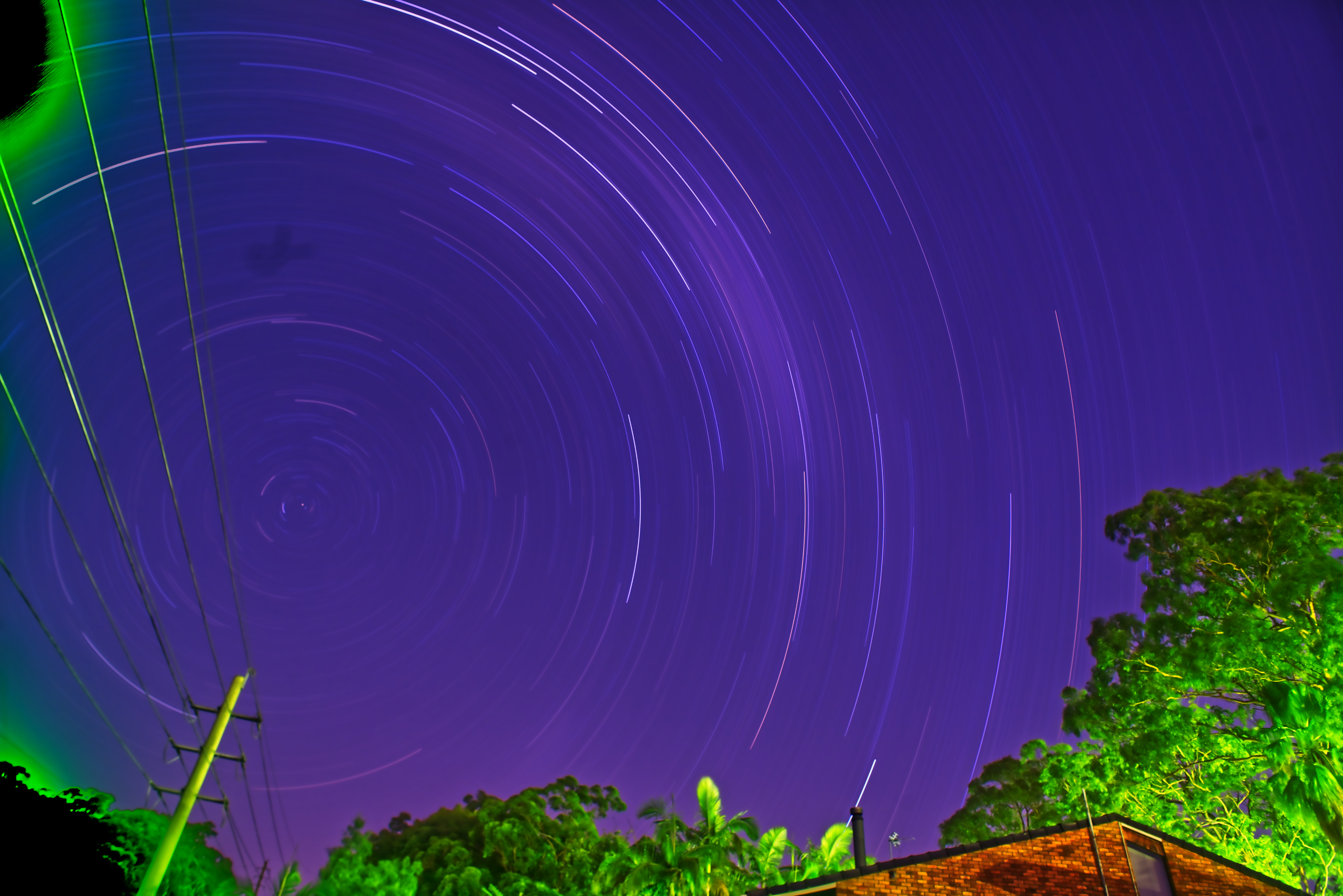
Hvězdy zachycené 136 minut dlouhou expozicí, Eleebana, NSW, Austrálie, 3. března 2019
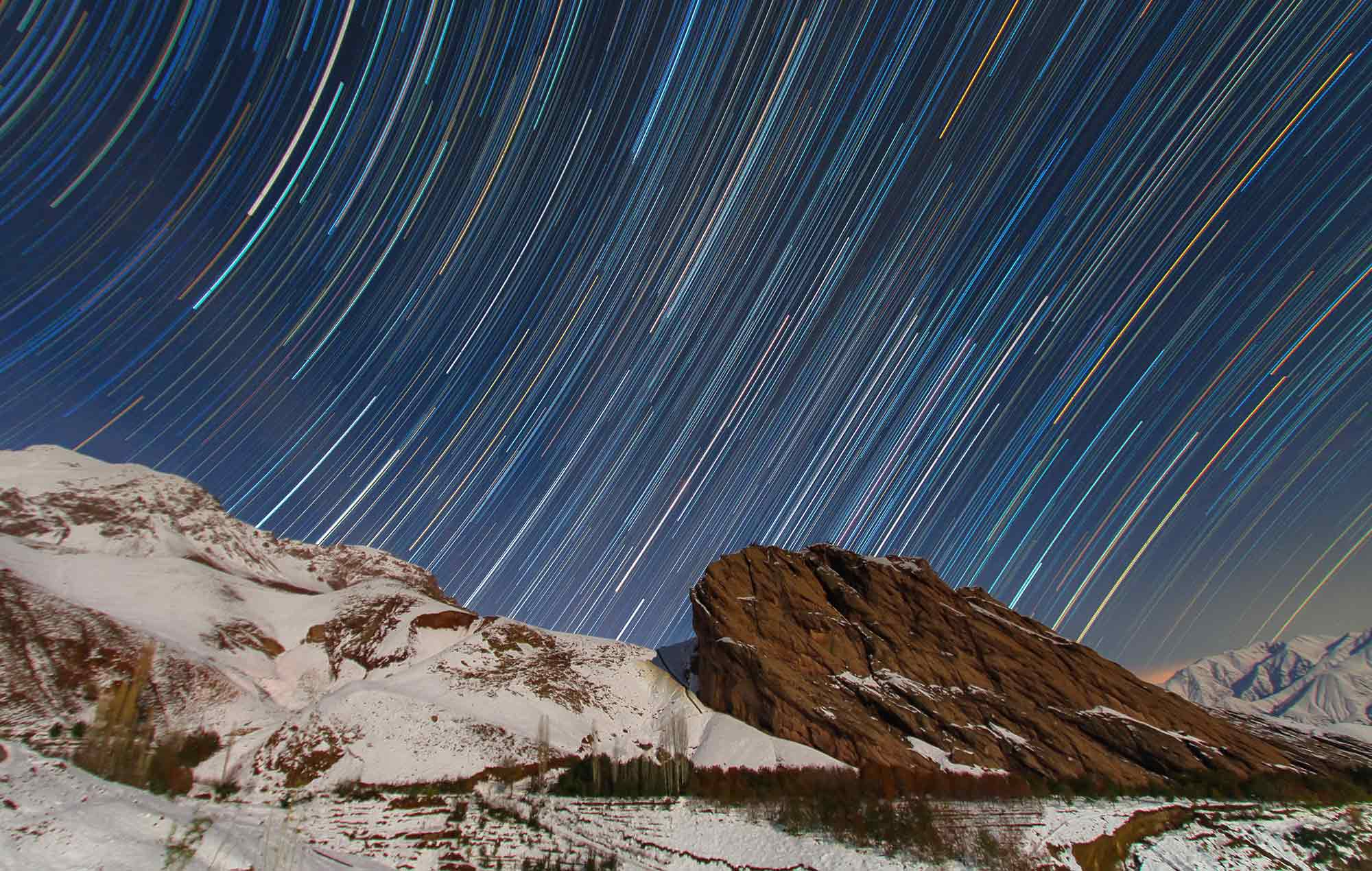
Hvězdná obloha v horách Alamutu, Qazvin, Írán
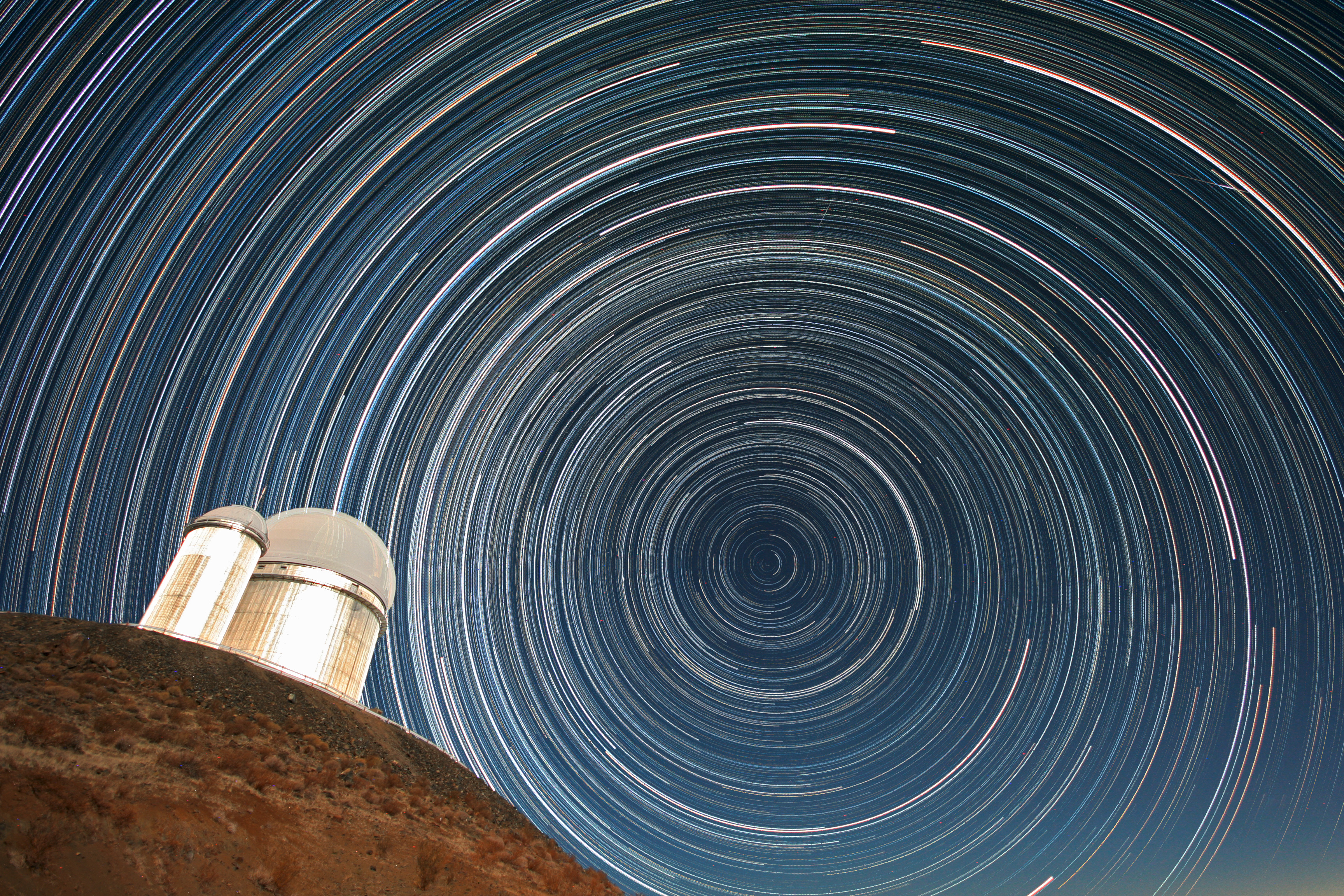
Hvězdné dráhy nad teleskopem ESO 3.6 m
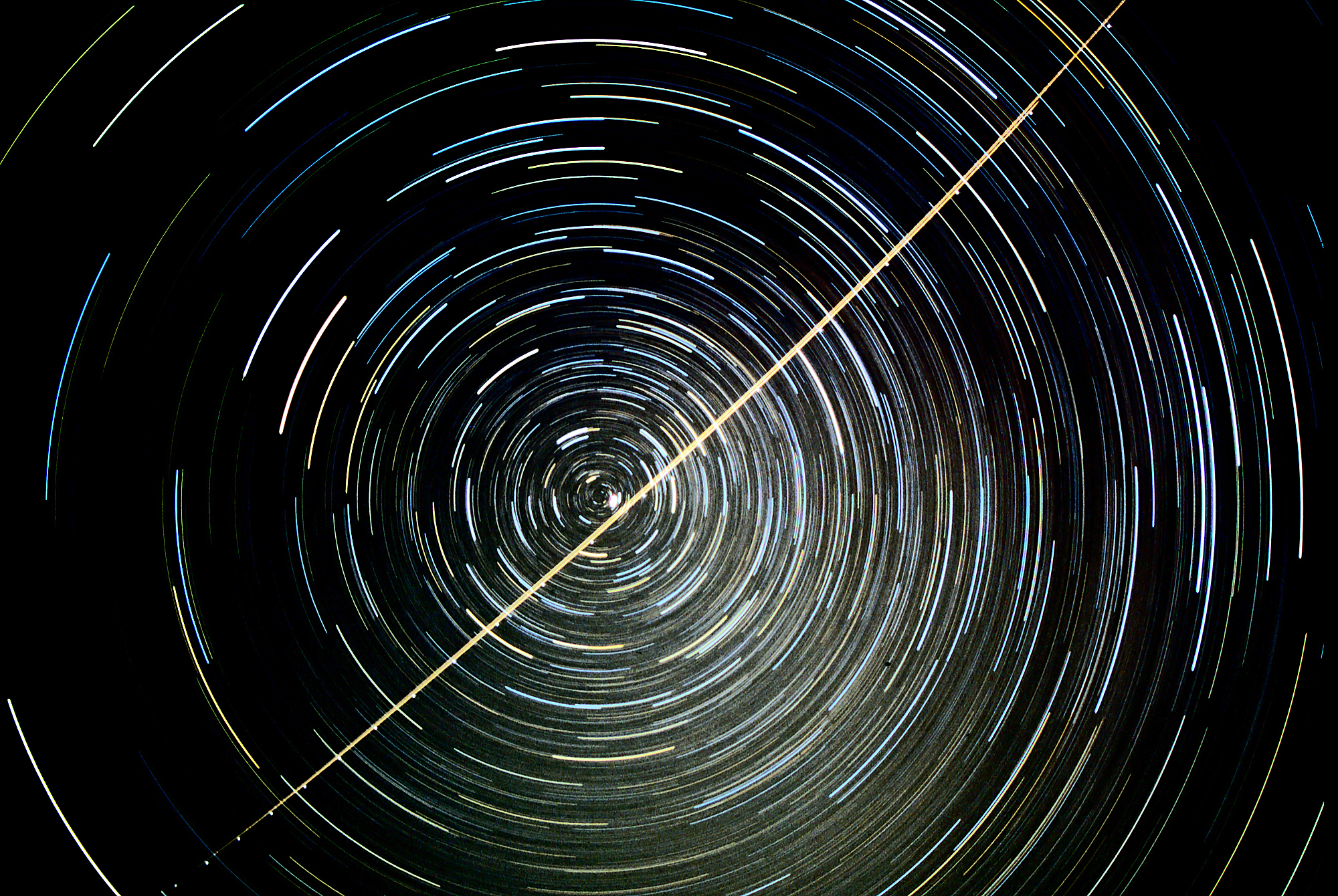
Fotografie hvězdných drah ukazující zdánlivý pohyb hvězd kolem severního nebeského pólu, Polárka je jasná hvězda poblíž pólu
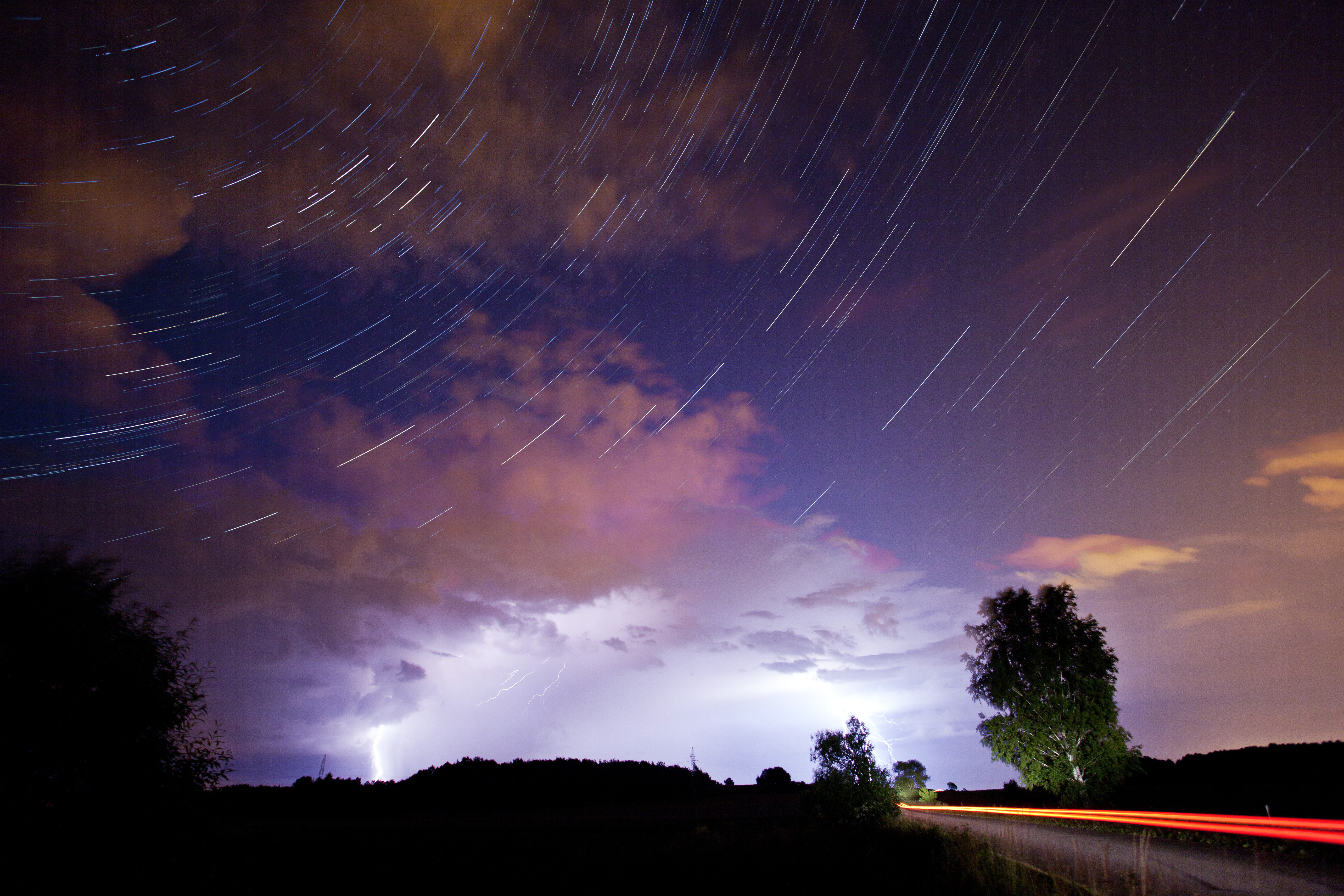
Souhvězdí Cassiopeia nad bouřkou.
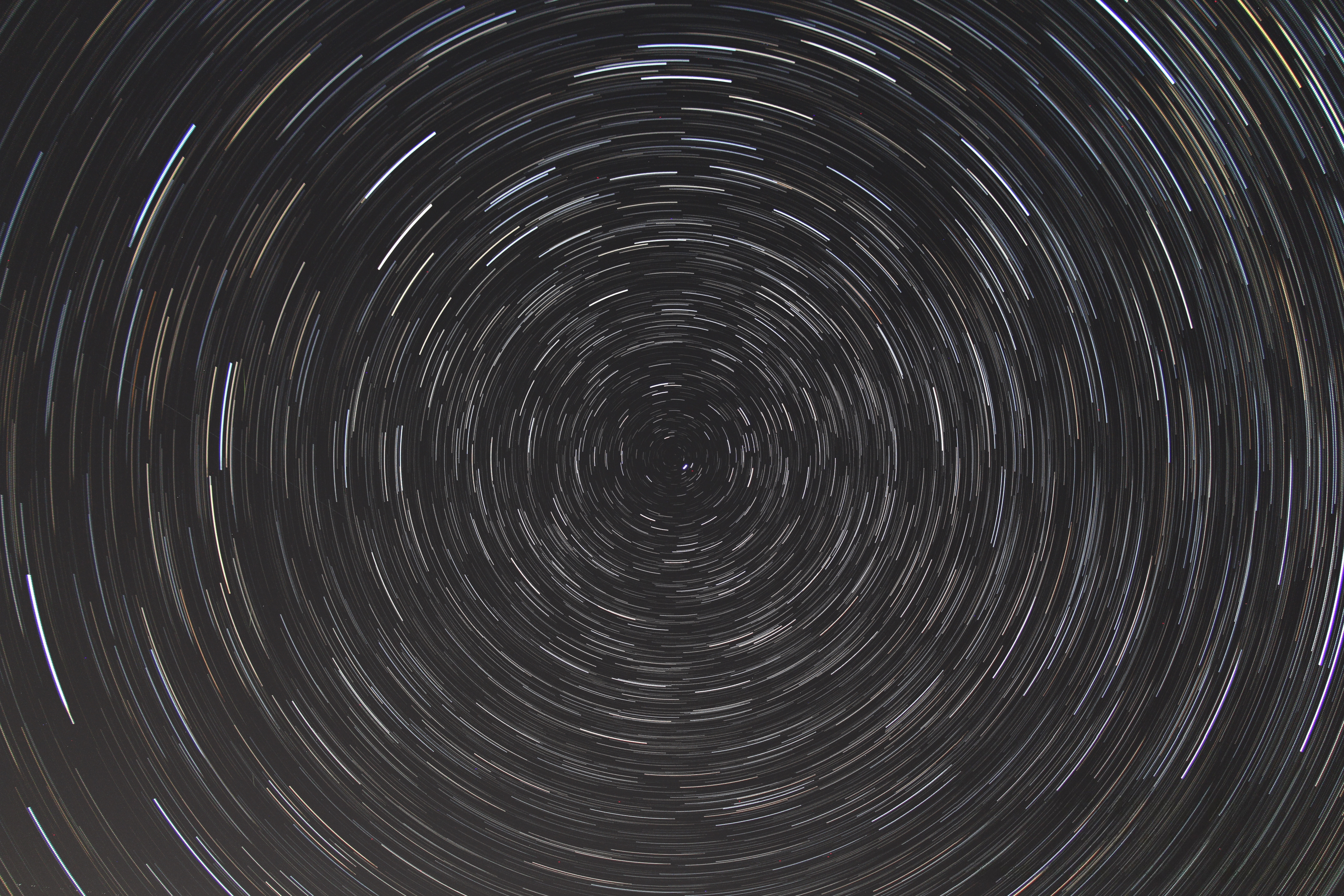
Noční obloha zachycená dlouhým časem, Waterworks Prairie Park, Iowa
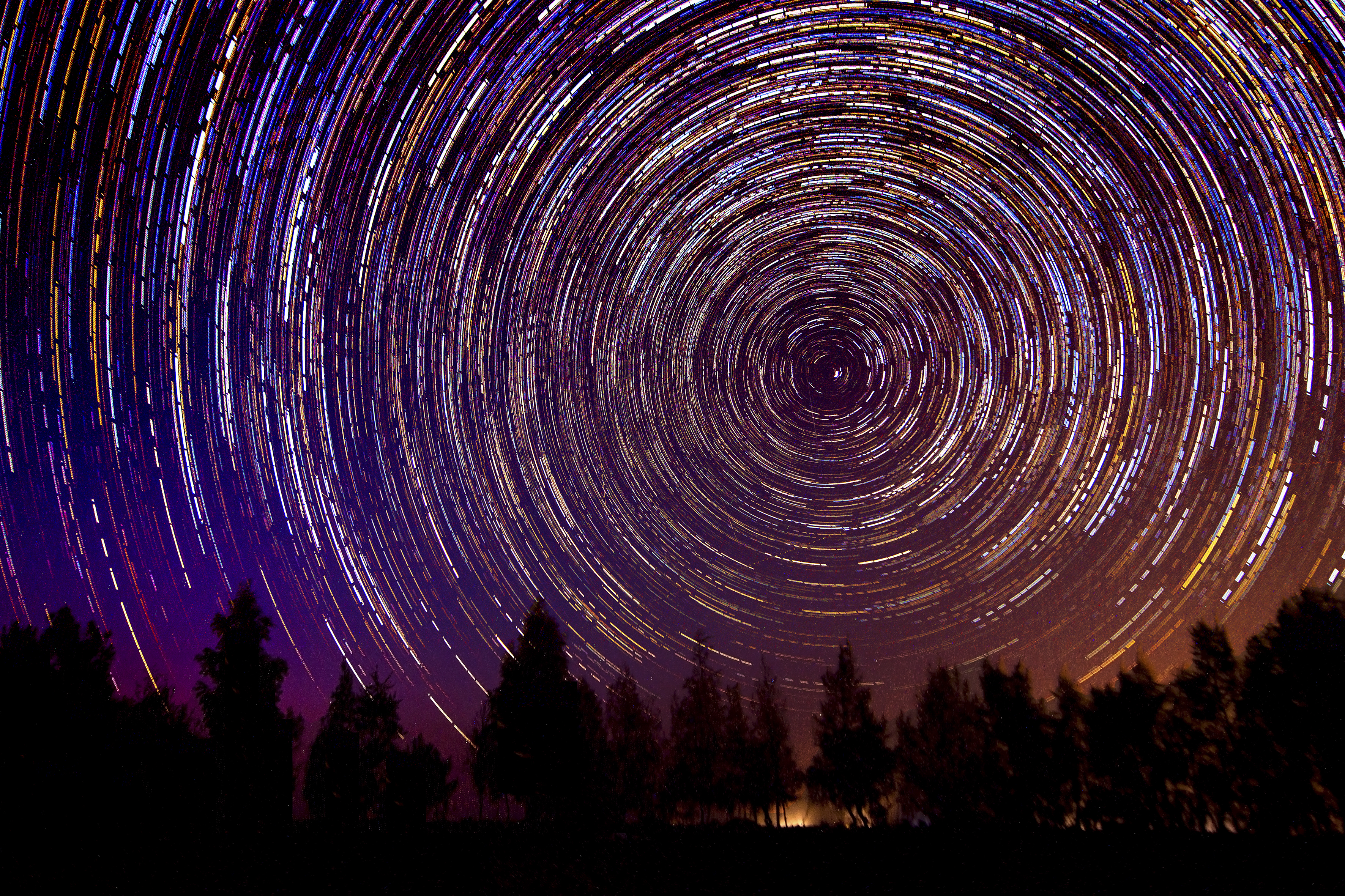
Hvězdné dráhy ve Fajjúmu, Egypt
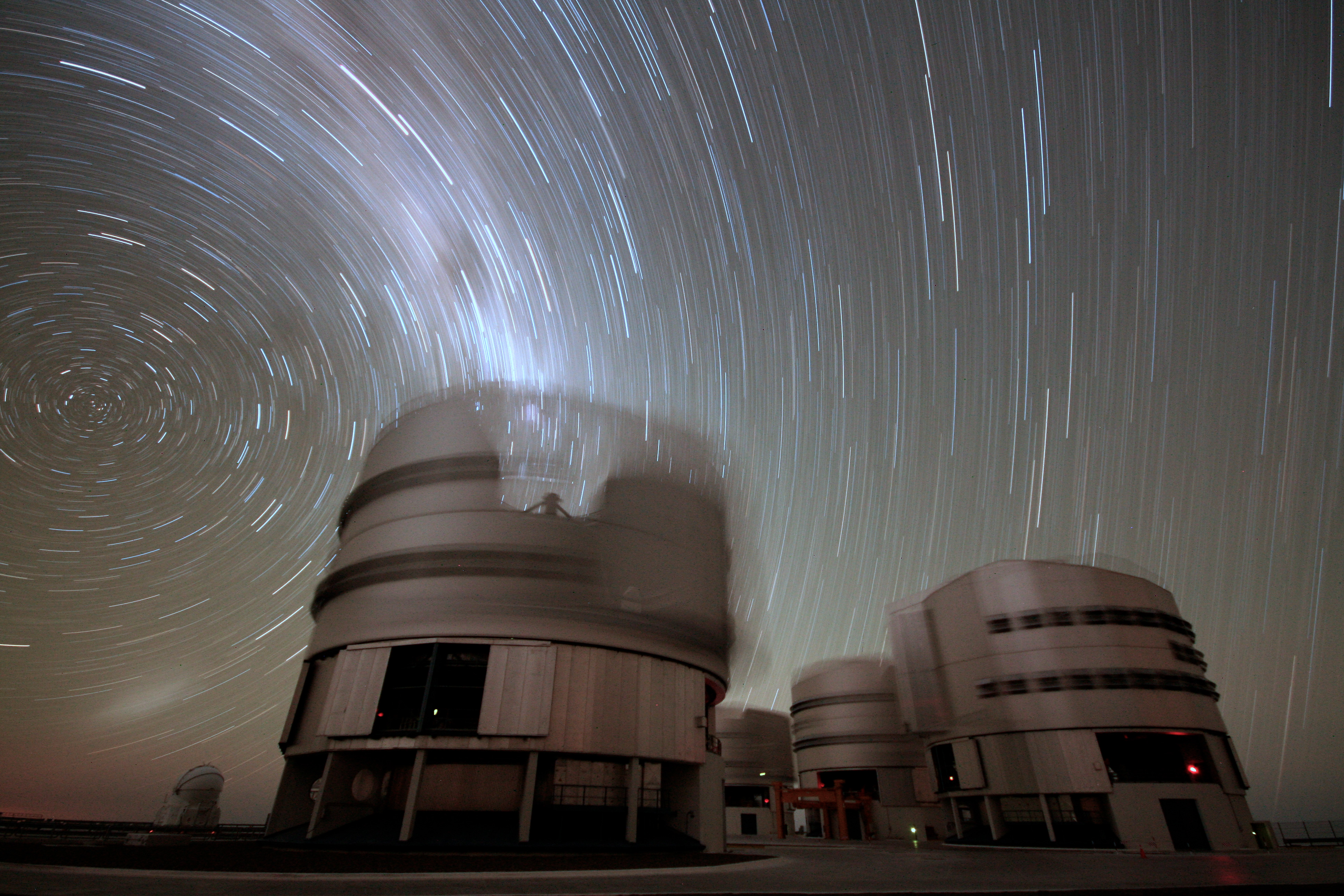
45minutová expozice pořízená za tmavé jasné noci na observatoři Paranal
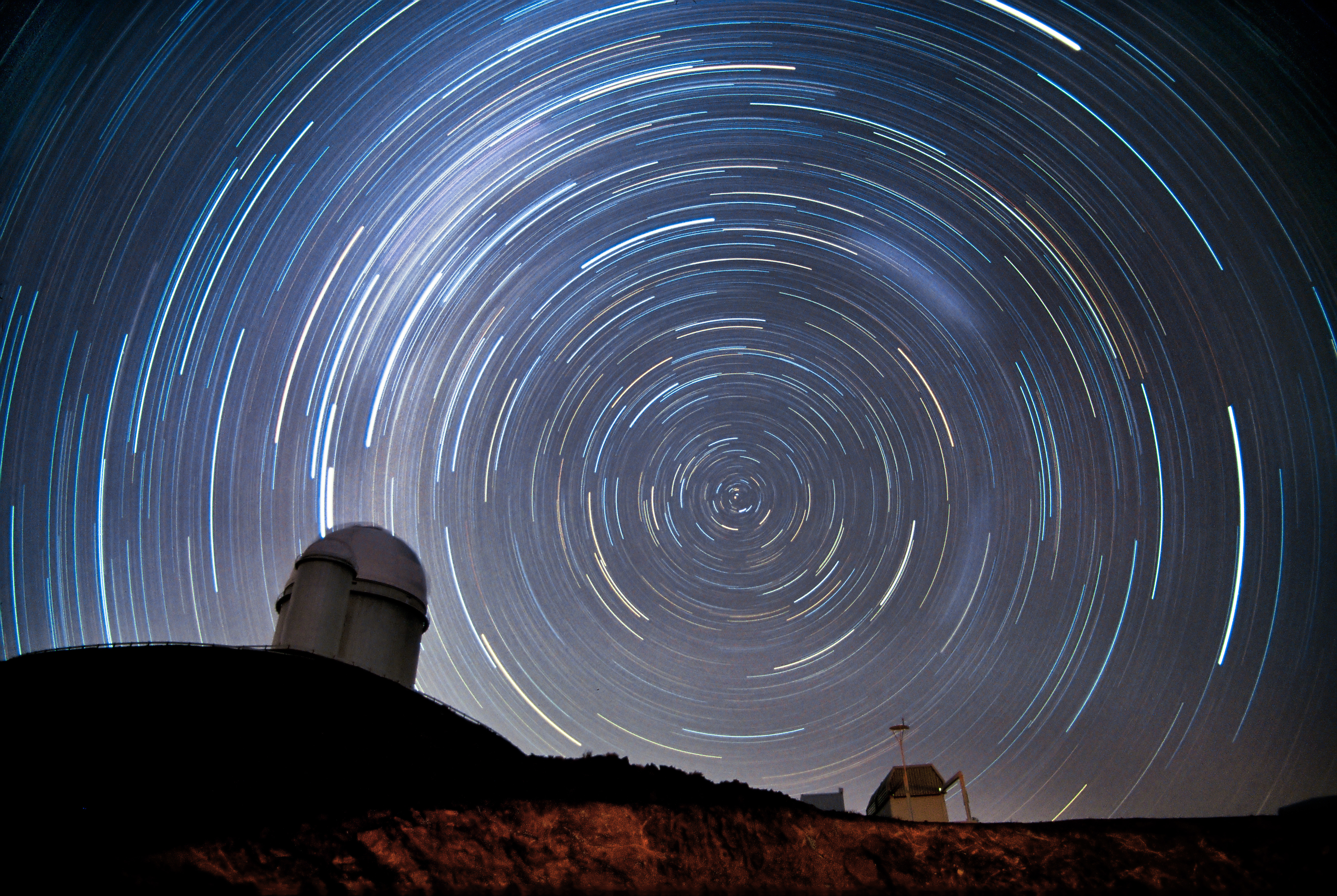
Observatoř La Silla v Chile
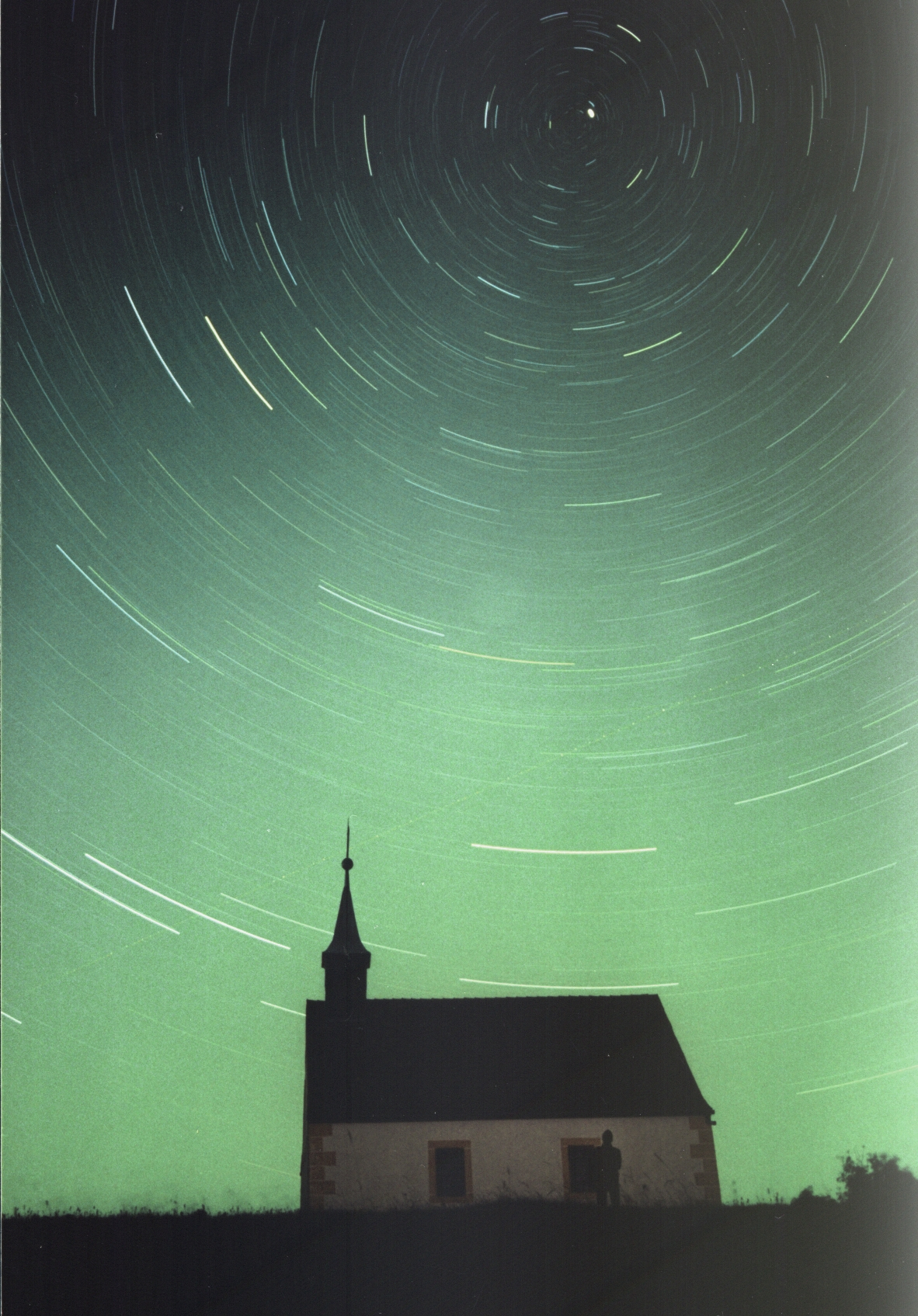
Ehrenbürg (Walberla), doba osvitu: 45 min, klasický barevný film, ohnisko 50 mm